# Paula Hitler
Paula Hitler (* 21. Jänner 1896 in Hafeld; † 1. Juni 1960 in Berchtesgaden; zwischen 1936 und 1956 Paula Wolff) war die Schwester Adolf Hitlers und neben diesem das einzige Kind aus der Ehe von Alois und Klara Hitler, das die Kindheit überlebte.

## Kindheit und Jugend
Paula Hitler kam als letztes der sechs Kinder von Klara und Alois Hitler zur Welt. Drei Kinder der Familie, Gustav, Ida und Otto, waren bereits vor Paulas Geburt verstorben, ihr Bruder Edmund starb, als sie vier Jahre alt war. Im Haus lebten auch ihre Halbgeschwister Alois jun. und Angela, die Kinder aus der zweiten Ehe ihres Vaters. Nach Aussage ihres Halbneffen William Patrick Hitler kamen Paula und Adolf in ihrer Kindheit nicht sehr gut miteinander aus. Es soll einige Verstimmungen und Eifersüchteleien gegeben haben, vor allem, da sich Alois jun. oft auf die Seite der Schwester geschlagen haben soll.
Paula ging in die Volksschule in Leonding und galt als fleißige, stille und zurückhaltende Schülerin. Wenige Wochen vor ihrem siebten Geburtstag starb ihr Vater.
1907 lag ihre Mutter nach einer schweren Brustkrebs-Operation als Pflegefall zu Hause. Paula half als Elfjährige im Haushalt mit, so gut es ging. Ihr 18-jähriger Bruder Adolf bewarb sich zu dieser Zeit an der Kunstakademie in Wien. Nach dem Tod der Mutter gegen Ende des gleichen Jahres wurde Josef Mayrhofer Vormund von Paula und Adolf. Ihre Halbschwester Angela Raubal (geb. Hitler, später verheiratete Hammitzsch) nahm Paula bei sich auf, Adolf ging zurück nach Wien. Den Vollwaisen Paula und Adolf Hitler stand bis zu ihrem 24. Lebensjahr eine Waisenrente (ihre Mutter war Ehefrau eines Beamten, „k.k. Zoll-Oberoffizialswitwe“) in Höhe von insgesamt 50 Kronen monatlich zu. Das oberösterreichische Gehaltsgesetz schrieb vor, dass die Waisenrente nur an jene Kinder ausbezahlt werden solle, die sich in Ausbildung befinden. Adolf, der vorgab, in Wien Kunst zu studieren, bekam einen Anteil der Waisenrente.
Im Mai 1911 erhielt Paula schließlich die volle Waisenrente, da ihr Bruder beim k.k. Bezirksgericht Leopoldstadt die Erklärung abgab, er könne seinen Lebensunterhalt nun selbst bestreiten. Paula lebte zu dieser Zeit bei ihrer Halbschwester Angela und deren drei Kindern Leo, Geli und Elfriede. Angela war seit 1910 Witwe und hatte finanzielle Probleme durch den frühen und plötzlichen Tod ihres 31-jährigen Mannes. Aufgrund seiner wenigen Beamtenjahre erhielt sie kaum Witwenrente. Paula ging nun auf das Lyzeum in Linz, eine höhere Mädchenschule; sie lernte dort Maschinschreiben mit dem Berufsziel Sekretärin.

## Beruflicher Werdegang
Von 1920 bis 1930 arbeitete Paula Hitler als Kanzleikraft bei der Bundesländer-Versicherung in der Praterstraße in Wien.
1920 bekam sie Besuch von ihrem Bruder. Seit dem Tod der Mutter 1907 hatten die Geschwister keinen Kontakt gehabt. Im April 1923 reiste Paula Hitler zum ersten Mal ins Ausland, sie besuchte München, wo ihr Bruder mittlerweile prominent und Führer der NSDAP war. Nach dem Hitler-Ludendorff-Putsch besuchte sie, anders als ihre Halbschwester Angela und deren Kinder, ihren Bruder während seiner Festungshaft in Landsberg nicht. Das Verhältnis der Geschwister war eher distanziert, Paula Hitler erwog nicht, nach München zu ziehen. 1929 wies Hitler seine bei ihm wohnende Nichte Geli Raubal an, die ganze Familie Hitler auf den Reichsparteitag der NSDAP in Nürnberg einzuladen. Auf seine Anweisung durfte keiner seiner Verwandten der NSDAP beitreten. Anders als bei Göring, der seine Verwandten in Ämter einsetzte, erhielten Hitlers Verwandte keinerlei offizielle Funktionen oder Ämter im Reich, der „Führer“ hielt seine Verwandten strikt fern.

## Leben während der Zeit des Nationalsozialismus
Am 2. August 1930 kündigte die Bundesländer-Versicherung ihre Arbeitsstelle, laut ihrer eigenen Aussage „weil bekannt geworden war, wer mein Bruder war“. Paula Hitler wohnte im 18. Wiener Gemeindebezirk.
Im Sommer 1934 fuhr Paula Hitler ins Waldviertel, um ihre Tante Therese Schmidt, die Schwester ihrer Mutter, zu besuchen. Im Juli 1934 hatten illegale Nationalsozialisten zum Aufstand aufgerufen, Engelbert Dollfuß wurde von Otto Planetta, Angehöriger der 89. SS-Standarte, im Bundeskanzleramt erschossen, die Österreichische Legion sammelte sich in Bayern, um einen Putsch in Österreich durchzuführen. In einer Amtsnotiz des Sicherheitsdirektors für das Bundesland Niederösterreich ist eine Hausdurchsuchung bei Schmidts, Hitlers Verwandten, protokolliert: Die Beamten fanden, vergraben in der Erde, vier Gewehre, 45 Schuss Munition, fünf SA-Ausrüstungen und verschiedenes nationalsozialistisches Propagandamaterial. Paula Hitler war hierbei anwesend und kritisierte das Vorgehen der Polizisten als „Terrorakte der Regierung“, was sie auch bei einer späteren Aussage bei der Bezirkshauptmannschaft Gmünd wiederholte. Wegen des Waffenfundes bekam Hitlers Neffe Anton Schmidt sechs Wochen Arrest.
1936 besuchte Paula Hitler die Olympischen Spiele in Garmisch-Partenkirchen. Laut ihrer Aussage wies ihr Bruder sie zu diesem Zeitpunkt an, inkognito zu leben; sie solle den Nachnamen Hitler zu ihrem Schutz ablegen und sich Wolff nennen. Später dann, bei den Bayreuther Wagner-Festspielen, war sie als Paula Wolff anwesend; Hitler erwähnte nicht, dass es sich bei ihr um seine Schwester handelte. Nach dem Anschluss Österreichs 1938 erlebte Paula Wolff Hitlers Rede auf dem Wiener Heldenplatz.
Eine zum Missfallen Hitlers in Wien geschlossene Verlobung mit einem Juden (womöglich auch nur als solcher „diskreditiert“) erwähnt lediglich Henry Picker in seinen ... Tischgesprächen im Führerhauptquartier. Neu entdeckte Verhörakten der Obersten Militärstaatsanwaltschaft der UdSSR von 1948 belegen, dass sie sich mit Erwin Jekelius verlobte, einem der Hauptverantwortlichen des nationalsozialistischen Euthanasie-Programms in Österreich. Jekelius war für die Ermordung von mehr als 4000 behinderten Menschen verantwortlich. Als sie ihren Bruder bat, der geplanten Heirat zuzustimmen, lehnte er ab.  Paula gehorchte und löste daraufhin die Verlobung mit Jekelius.
Nach 1938 lebte Paula alleine in der Gersthoferstraße 36/3 in Wien. Hier hatte sie sich bereits den Nachnamen Wolff zugelegt. Dennoch gelang es dem ehemaligen Hausarzt der Familie Hitler, Eduard Bloch, diese Wohnung ausfindig zu machen. Bloch kam mit der Bitte, sie möge für ihn Fürsprache bei ihrem Bruder halten, dass ihm wieder Zugang zu seinem Vermögen gewährt würde, welches ihm bei seiner Emigration ins Ausland helfen sollte. Er klopfte an Paula Wolffs Tür, erhielt aber keine Antwort. Ein Nachbar habe ihm erklärt, Frau Wolff empfange niemanden unangemeldet.
Ob Adolf Hitler, wie manchenorts behauptet wird, seine Schwester vor 1933 finanziell unterstützte, ist nicht gesichert. Laut ihrer eigenen Aussage ließ er ihr ab 1930 monatlich 250 Schilling, ab 1938 schließlich 500 Reichsmark (RM) zukommen. Zudem beschenkte ihr Bruder sie zu Weihnachten zusätzlich mit 3000 RM. Adolfs Interesse an der Schwester nahm erst zu, als er sich 1938 mit seiner Halbschwester Angela, die auf dem Berghof lebte, überworfen hatte. Indiz dafür wäre Paulas Anwesenheit bei den Bayreuther Festspielen 1939.

## Nachkriegszeit
Persönliche Vergehen oder eine Parteimitgliedschaft konnten ihr in mehrmaligen Verhören durch die US Army nicht nachgewiesen werden. In Radio, Zeitungen und Büchern wurde nach dem Krieg über die nationalsozialistischen Gräueltaten berichtet. Sie äußerte im Juni 1945 in Gewahrsam von amerikanischen Besatzungstruppen unter anderem: „Ich glaube nicht, dass mein Bruder die Verbrechen anordnete, die unzähligen Menschen in den Konzentrationslagern angetan wurden – oder dass er überhaupt über diese Verbrechen Bescheid wusste. Ich muss doch gut über ihn sprechen, er ist doch mein Bruder. Er kann sich doch nicht mehr verteidigen.“ Eine grundsätzliche Bestätigung dieser Aussagen findet sich in den erhaltenen Fragmenten eines 1958 von dem britischen Dokumentarfilmer Peter Morley aufgenommenen Gesprächs mit Paula Hitler.
Paula Wolff wurde schließlich entlassen und kehrte zunächst nach Wien zurück, wo sie in einer Kunsthandlung arbeitete. Am 1. Dezember 1952 zog sie als Fürsorgeempfängerin in eine 16 m² kleine Einzimmerwohnung in Berchtesgaden, in der sie bis zu ihrem Tod lebte. Sie starb am 1. Juni 1960 im Alter von 64 Jahren an Krebs. Paula Hitler wurde auf dem Bergfriedhof in Schönau am Königssee beigesetzt.

## Erbschaftsstreitigkeiten
Im privaten Testament Adolf Hitlers vom 29. April 1945 wurden die Geschwister nicht mehr namentlich erwähnt. Im Gegensatz zum Testament vom 2. Mai 1938, in dem er Angela und Paula eine monatliche Pension von 1.000 RM zugeteilt hatte, dachte er den Geschwistern 1945 nun noch ein Auskommen für ein „kleines bürgerliches Leben“ zu.
Die Spruchkammer München I beschloss im Urteil vom 15. Oktober 1948, dass das Erbe an den bayerischen Staat geht:
„Auf Grund des Gesetzes zur Befreiung vom Nationalsozialismus und Militarismus vom 5. März 1946 erlässt die Spruchkammer […] gegen Adolf Hitler, geb. 20. April 1889 in Braunau am Inn, ehem. Reichskanzler auf Grund der mündlichen Verhandlung folgenden Spruch: 1. Der im Lande Bayern gelegene Nachlaß Adolf Hitlers wird vollständig eingezogen. 2. Die Kosten des Verfahrens werden auf den Nachlaß überbürdet. […] Ansprüche sind nur von der Schwester Hitlers, Frau Paula Wolff in Berchtesgaden durch ihren Verteidiger, Rechtsanwalt Rudolf Müller in Berchtesgaden, angemeldet worden […] Bei der Einziehung des gesamten Vermögens ließ sich die Kammer davon leiten, daß die Hinterbliebene nicht in Not ist.“
Ende der 1940er Jahre wussten die Behörden nicht mit letzter Sicherheit, ob und wie Adolf Hitler verstorben war: Die Verhöre von Personen stellten keinen sicheren Beweis dar, in Zeitungen kursierten Meldungen, er lebe im Ausland, das FBI ging Hinweisen von Bürgern nach, die angaben, Adolf Hitler in New York oder Mexiko gesehen zu haben, der sowjetische Geheimdienst legte verschiedene, gefälschte Fotos der Leichen vor. 1956 erklärte ein Beschluss des Amtsgerichts Berchtesgaden den Todeszeitpunkt auf den 30. April 1945 um 15:30 Uhr. Doch nun hatten auch die Brauns Erbansprüche geltend gemacht, beispielsweise auf Hitlers Wohnung am Prinzregentenplatz in München. Es war nun die Frage, ob Adolf Hitler oder seine Ehefrau Eva den späteren Todeszeitpunkt hatte, d. h., wessen Familie wen beerben würde. Im Jahre 1957 lautete der Beschluss des Amtsgerichts Berchtesgaden, dass Eva zwei Minuten vor ihrem Mann gestorben sei. Weitere drei Jahre wurde um das Erbe gestritten.
Zeitungsberichte und Reportagen hatten in den Nachkriegsjahren über die nationalsozialistischen Verbrechen informiert. Obwohl der Name Hitler inzwischen für Schrecken und nie dagewesene Grausamkeit stand, nannte sich Paula Wolff ab 1956 wieder Paula Hitler und unterzeichnete Dokumente wieder mit ihrem ursprünglichen Namen.
In einem Urteil des Amtsgerichts München vom 17. Februar 1960 wurden Paula Hitler zwei Drittel des Nachlasses ihres Bruders zugesprochen. Sie starb jedoch wenige Monate später, im Juni 1960, im Alter von 64 Jahren. Als Verwalter des Erbes war der Freistaat Bayern zuständig, da Hitler dort mit Wohnsitz gemeldet war. Auf das Bundesland Bayern wurden aus diesem Grund auch die Urheberrechte an Hitlers Mein Kampf übertragen, mit Ausnahme des Gebiets der USA.
Die Schätzungen zu Hitlers Privatvermögen bei Kriegsende beliefen sich auf 10 Millionen Reichsmark, manche Historiker schätzen den Betrag höher. Die amerikanischen Alliierten beschlagnahmten die Bilder, die Hitler für eine Galerie in Linz vorgesehen hatte, und gaben einzelne den vorherigen Eigentümern zurück, teils wurden Werke der Bundesregierung übergeben. In Obersalzberg hatten die Behörden die Plünderung des Hofs offiziell genehmigt, für Nazi-Erinnerungsstücke wurden später teils hohe Sammlerpreise bezahlt. Bei einer Hausdurchsuchung bei Anni Winter (Hitlers Haushaltshilfe in München) fand die Polizei signierte Hitler-Fotos und weitere Dinge, Winter erstritt sich jedoch vor Gericht das Recht, diese als „private Erinnerungsstücke“ behalten zu dürfen. Hitlers Wohnung am Prinzregentenplatz, die sowohl Paula Hitler als auch die Familie Braun beanspruchten, wurde dem Freistaat Bayern zugesprochen.
Nach dem Tod von Paula Hitler fiel das Erbe durch eine richterliche Verfügung des Amtsgerichtes Berchtesgaden vom 25. Oktober 1960 den beiden Kindern ihrer Halbschwester Angela Hammitzsch, Leo Raubal (verstorben 1977) und Elfriede Hochegger (verstorben 1993), zu. Leo Raubal und Elfriede Hochegger oder deren in der Erbfolge nachfolgende Verwandte haben letztendlich nicht gegen den Freistaat Bayern prozessiert, beispielsweise um die Urheberrechte bzw. die Tantiemen an Mein Kampf zu erhalten.